# Marinens Flyvebaatfabrikk M.F.6
Marinens Flyvebaatfabrikk M.F.6 là một loại thủy phi cơ hai tầng cánh, do hãng Marinens Flyvebaatfabrikk chế tạo cho Cục Không quân Hải quân Hoàng gia Na Uy từ năm 1921.

## Tính năng kỹ chiến thuật
Dữ liệu lấy từ Hafsten and Arheim
Đặc tính tổng quan
- Kíp lái: 2
- Chiều dài: 10,2 m (33 ft 6 in)
- Sải cánh: 15,6 m (51 ft 2 in)
- Chiều cao: 3,52 m (11 ft 7 in)
- Trọng lượng rỗng: 1.030 kg (2.271 lb)
- Trọng lượng có tải: 1.330 kg (2.932 lb)
- Động cơ: 1 × Beardmore , 120 kW (160 hp)
- Cánh quạt: 2-lá

Hiệu suất bay
- Vận tốc cực đại: 120 km/h (75 mph; 65 kn)
- Vận tốc hành trình: 90 km/h (56 mph; 49 kn)
- Tầm bay: 200 km (124 mi; 108 nmi)
- Vận tốc lên cao: 1,66 m/s (327 ft/min)